# Ларингоскопия

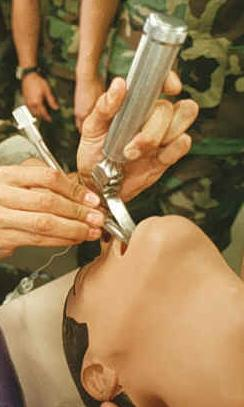
Тренировка интубации трахеи. С помощью прямой ларингоскопии корректируется введение интубационной трубки.

Ларингоскопия (др.-греч. λάρυγξ — гортань + σκοπέω — наблюдаю, исследую) — метод визуального исследования гортани. Выделяют непрямую, прямую, ретроградную ларингоскопию. Данная методика выполняется с целью осмотра гортани при диагностических и лечебных мероприятиях.
Непрямую ларингоскопию выполняют взрослым и детям старшего возраста с помощью специального зеркала, для освещения используют лобный фонарь или рефлектор, отражающий свет лампы.
При прямой ларингоскопии больному в рот вводится ларингоскоп. За счет запрокидывания головы наблюдается выпрямление угла между осью ротовой полости и осью полости гортани. Таким образом врач, отодвигая клинком ларингоскопа язык и подсвечивая фонариком, вмонтированным в ларингоскоп, может непосредственно глазами наблюдать внутренность гортани. Такие манипуляции выполняются и с лечебной целью, например, при интубации трахеи.